# 卡普芬施泰因
卡普芬施泰因是奥地利施蒂利亚州费尔德巴赫县的一个市镇。总面积28.51平方公里，总人口1675人，人口密度58.8人/平方公里（2001年）。